# Rovana Plumb
Rovana Plumb (nascida em 22 de junho de 1960) é uma política romena do Partido Social-Democrata. Ela foi nomeada Ministra do Meio Ambiente e Florestas (agora Ministra do Meio Ambiente e Mudanças Climáticas) em 7 de maio de 2012. Em março de 2015 Rovana Plumb foi eleita Presidente do Conselho Nacional do PSD.

## Carreira política
Plumb foi membro do Parlamento da Roménia de 2004 a 2007 e do Parlamento Europeu de 2009 a 2012. Nessa qualidade, foi membro da Comissão dos Orçamentos (2007) e da Comissão do Emprego e dos Assuntos Sociais (2007-2012).
Após as eleições europeias de 2019, Plumb voltou ao Parlamento Europeu e foi eleita vice-presidente do Grupo S&D, sob a liderança da presidente Iratxe García. Ela também integrou a Comissão de Meio Ambiente, Saúde Pública e Segurança Alimentar.

## Controvérsia
Plumb foi citada num caso de corrupção em 2017, no qual foi acusada de ajudar o líder do seu partido social-democrata num negócio imobiliário ilícito envolvendo a propriedade de uma ilha no rio Danúbio.